# Matthieu Simard
Pour les articles homonymes, voir Simard.
Matthieu Simard est un chroniqueur et écrivain québécois né en 1974,. Il habite à Montréal.

## Biographie
Matthieu Simard possède un baccalauréat en droit à l'Université de Montréal ainsi qu'un certificat en journalisme à Québec. Il est chroniqueur au magazine Urbania et écrivain,.

### Parcours littéraire
En 2009, il a publie aux éditions de La courte échelle une série en 13 épisodes pour la jeunesse, Pavel, qui fut ensuite republiée sous forme de roman.  
En 2019, il a remporté le prix littéraire France-Québec pour son ouvrage Les écrivements.
En 2004, il sort son premier roman, Échecs amoureux et autres niaiseries, à la suite d'une tentative de suicide. Il s'est d'abord ouvert à ce sujet dans une publication sur sa page Facebook, en espérant venir en aide ne serait-ce qu'à une seule personne. Il reviendra ensuite sur cette période difficile de sa vie dans un témoignage pour le magazine Urbania.
Son œuvre est collée à la réalité, très proche du quotidien et on il parle lui-même d'autofiction . D'ailleurs, le narrateur de son roman Ça sent la coupe (2004) porte le même prénom que l'auteur, brouillant ainsi les frontières entre la réalité et la fiction.
Sa nouvelle série jeunesse, Les Prank (2021 et 2024), aborde les conflits entre un frère et une sœur qui deviennent viraux après que leur père publie une vidéo en pleine chicane. Par le truchement de ces personnages, l'auteur aborde les thèmes de la célébrité et des réseaux sociaux, thématiques populaires chez les jeunes. Même si le ton est humoristique, voire cynique et ironique, les sujets de la série sont sérieux,. Son oeuvre La tendresse attendra aborde les relations amoureuses au XXIe siècle, thème qu'il poursuit dans Les écrivements, roman dans lequel une vieille dame cherche à se souvenir et à retrouver un amour de longue date,,.
L'écrivain ne fait pas de distinction entre l'écriture de fiction pour adultes et celle dite pour adolescents°; peu importe pour qui il écrit, son objectif est de faire réfléchir.

## Œuvres

### Romans
- Échecs amoureux et autres niaiseries, Montréal, Stanké, 2004, 201 p.  (ISBN 2-7604-0963-5).
- Ça sent la coupe, Montréal, Stanké, 2004, 270 p.  (ISBN 2-7604-0975-9).
- Douce moitié, Montréal, Stanké, 2005, 211 p.  (ISBN 2-7604-0999-6).
- Llouis qui tombe tout seul, Montréal, Stanké, 2006, 206 p.  (ISBN 9782760410312 et 2760410315).
- La tendresse attendra, Montréal, Stanké, coll. «°10 sur 10°», 2011, 211 p.  (ISBN 9782897220075).
- Ici, ailleurs, Québec, Alto, coll. «°CODA°», 2017, 133 p.  (ISBN 9782896945306).
- Les écrivements, Québec, Alto, coll. «°CODA°», 2018, 243 p.  (ISBN 9782896944576).
- Une fille pas trop poussérieuse, Montréal, Stanké, 2019, 189 p.  (ISBN 9782760411531 et 2760411532).

### Littérature jeunesse
- Pavel, Montréal, La Courte Échelle, 2008-2009, 539 p.
  - Pavel l’intégrale, La Courte Échelle, 2014, 544 p.  (ISBN 9782896958504).

- Les Prank : 1er round, Éditions les Malins, 2021  (ISBN 9782898102769)
- Les Prank : 2e round, Éditions les Malins, 2024, 242 p.  (ISBN 9782898104022)

### Ouvrages collectifs
- Mille mots d'amour, tome 3 (collectif)[15], Montréal, Éditions Les Impatients, 2008  (ISBN 9782980782862).
- Cherchez la femme (collectif), Montréal, Québec Amérique, 2010.
- Amour & libertinage (collectif), Montréal, Les 400 coups, 2011.
- Des nouvelles du père (collectif), Montréal, Québec Amérique, 2014.
- Nu (collectif), Montréal, Québec Amérique, 2014, 370 p.  (ISBN 9782764427323 et 2764427328).
- Valérie Chevalier et Matthieu Simard, Presse-Jus, Montréal, Hurtubise, 2024, 224 p. (ISBN 9782898512117)

## Adaptation cinématographique
En 2017, Matthieu Simard écrit le scénario de Ça sent la coupe, film qui est adapté de son populaire roman du même titre. Le film est réalisé par Patrice Sauvé.

## Prix et honneurs
- 2008°: finaliste au Grand Prix littéraire Archambault pour Llouis qui tombe tout seul[16]
- 2009°: finaliste au Prix littéraire du Gouverneur général, catégorie littérature jeunesse pour Pavel, épisode 1 – Plus vivant que toutes les pornstars réunies[17]
- 2019°: lauréat du Prix littéraire France-Québec pour Les écrivements[18]